# Pseudaechmea
Pseudaechmea L.B.Sm. & Read  (do grego "pseudos" = falso + gênero "Aechmea" ) é um género botânico pertencente à família Bromeliaceae, subfamília Bromelioideae.
O gênero foi estabelecido por Lyman Bradford Smith em 1988 junto com os gêneros Steyerbromelia, Brewcaria, e Lymania.
Apresenta uma única espécie e é nativa da Colômbia.

## Espécie
- Pseudaechmea ambigua L.B.Smith & R.W.Read